# Camillo Serafini
Camillo Serafini (Roma, 21 aprile 1864 – Roma, 21 marzo 1952) è stato un numismatico e politico italiano, marchese, fu governatore dello Stato della Città del Vaticano, dal giugno 1929 al marzo 1952.

## Biografia
Nel 1898 fu nominato conservatore del gabinetto numismatico della Biblioteca Vaticana e pubblicò dal 1910 al 1928 l'intero catalogo della raccolta vaticana. Fu presidente del Circolo San Pietro.
Ricoprì la carica di governatore della Città del Vaticano dalla fondazione dello Stato nel 1929 fino alla sua morte nel 1952.
Quale governatore sottoscrisse la convenzione del 6 settembre 1932 tra la Santa Sede e il Regno d'Italia. Tra il settembre e l'ottobre 1943 siglò con l'occupante tedesco di Roma, la garanzia di extraterritorialità anche per gli edifici religiosi non rientranti nel Trattato del Laterano.
La figura del Governatore dello Stato della Città del Vaticano è stata ufficialmente abolita nel 2000, anche se, in pratica, la carica era già stata eliminata da Pio XII nel 1952, alla morte del titolare. Il Papa non provvide a nominare un successore, e la carica rimase vacante. L'ultimo governatore effettivo, infatti, è stato proprio il marchese Serafini, deceduto nel 1952.
Oggi a capo del Governatorato esiste una Commissione apposita, la Pontificia commissione per lo Stato della Città del Vaticano e il cardinale che la presiede ha, di fatto, i poteri dell'antico governatore.

## Opere
- Camillo Serafini, Catalogo delle monete e bolle plumbee pontificie del Medagliere Vaticano,
- Camillo Serafini, Le monete e le bolle plumbee pontificie del Medagliere vaticano, 4 voll., Milano, 1908-1927.
- Camillo Serafini, Della collezione di Celati di monete pontificie acquistata per il Medagliere Vaticano dal Pontefice Benedetto XV.
- Camillo Serafini, L'arte nei ritratti della moneta romana repubblicana; [Camillo Serafini]. - Roma, 1897. - p. 3-34, 1 tav. ; 27 cm. - Estr. da: Bullettino della commissione archeologica comunale di Roma, 25 (1897), fasc.1
- Camillo Serafini, Saggio intorno alle monete e medaglioni antichi ritrovati nelle catacombe di Panfilo sulla via Salaria Vetus in Roma, in Scritti in onore di Bartolomeo Nogara raccolti in occasione del suo LXX anno, Roma, Tipografia del Senato, 1937, pp. 421–443.